# Parc national Cunnawarra
Le parc national Cunnawarra est un parc de Nouvelle-Galles du Sud en Australie à 565 km au nord de Sydney, et à 80 km à l'est de la ville d'Armidale. Il est classé au patrimoine mondial car faisant partie des forêts humides Gondwana de l’Australie.